# Віценя Лідія Миколаївна
Віце́ня Лі́дія Микола́ївна (нар. 9 листопада 1954, с. Дібрівка, Миргородський район, Полтавська область, УРСР, СРСР) — українська поетеса, прозаїкиня, публіцистка, журналістка. Член Національної спілки журналістів України з 1980 року та Національної спілки письменників України з 2001 року. Заслужений журналіст України (2009).

## Біографія
Народилася 9 листопада 1954 року у с. Дібрівка Миргородського району Полтавської області. У 1972 році закінчила Дібрівську СШ, у 1977- факультет журналістики Київського державного університету ім. Т. Г. Шевченка. Впродовж 1977–1990 працювала в редакції обласної молодіжної газети «Комсомолець Полтавщини» (кореспондентка, завідувачка відділу). Із червня 1990 року – редакторка відділу культури і духовності, член редколегії всеукраїнської громадсько-політичної газети «Зоря Полтавщини». Мешкає в м. Полтава.

## Творчий доробок
Вірші почала друкувати з 1970 року в районній миргородській газеті «Прапор перемоги» та обласній молодіжці «Комсомолець Полтавщини». Згодом публікувала добірки в газетах «Зірка», «Молодь України», «Літературна Україна». Публікувалася у журналах «Дніпро», «Журналіст України», «Дзвін» та  «Київ». Окремі твори публікувалися в колективних збірниках поезії «Ворскла» (Харків, 1977) та «У Ворскли і Янтри одні береги» (українською та болгарською мовами; Харків, 1981). Публікації є у навчальному посібнику «Література рідного краю» (Миргород, 1999), в антології поезії полтавських літераторів XX століття «Калинове гроно» (Полтава-Кременчук, 2004), у збірнику творів письменників Полтавщини «Біла альтанка» (Полтава, 2007), у міжнародному літературно-публіцистичному часописі «Соборність» (Держава Ізраїль, 2012), в антології сучасної жіночої поезії Полтавщини «Вишнева повінь» (Полтава, 2012), та ін. 
Авторка книг:
- «Сашенька» (художньо-документальна повість про життя і творчість полтавської художниці Саші Путрі) (Полтава: Полтавський літератор, 1994; видавництво УР «Током-Украина», 2002 – видання друге, доповнене, авторизований переклад на російську мову);
- «Космограма душі» (поезії) (Полтава: Полтавський літератор, 1999);
- «Несподіваний вогонь» (поезії) (Полтава: Книгодрук, 2001);
- «Життя, що стало долею» (художньо-документальна оповідь) (Полтава: Дивосвіт, 2003);
- «Усе в житті не випадково» (поезії) (Полтава: Дивосвіт, 2004).

## Нагороди і відзнаки
Заслужений журналіст України (2009)
Лауреатка ряду премій:
- Полтавська обласна журналістська премія ім. Петра Артеменка (1998);
- премія Полтавської обласної організації НСЖУ ім. Григорія Яценка (1998);
- Полтавська міська літературна премія ім. Володимира Короленка (2004);
- Всеукраїнська премія НСЖУ «Золоте перо» (2006);
- Полтавська обласна премія ім. Леоніда Бразова (2009).